# Rilkeweg

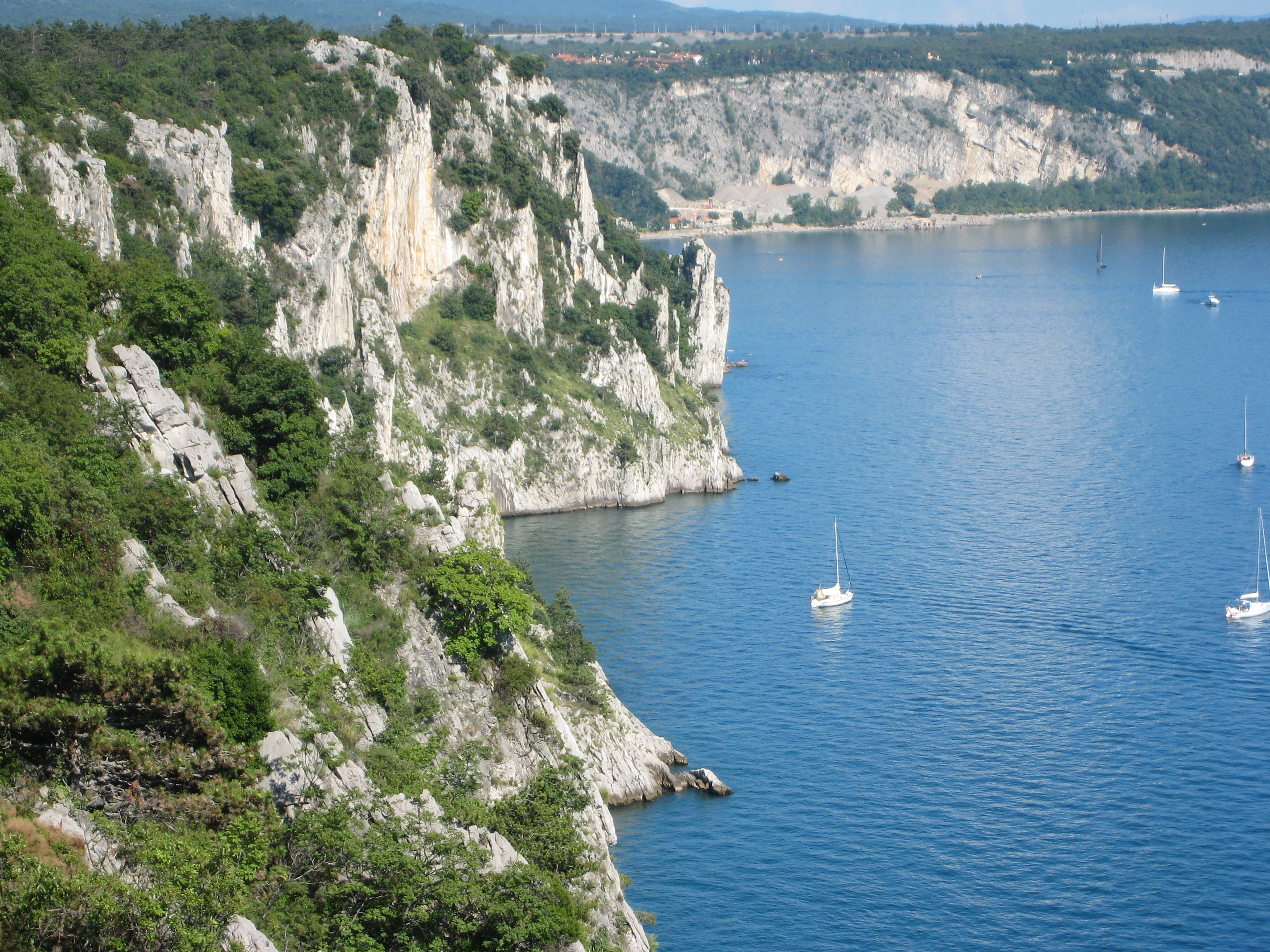
Blick vom Rilkeweg auf die Kliffe von Duino (Devin) und die Bucht von Sistiana

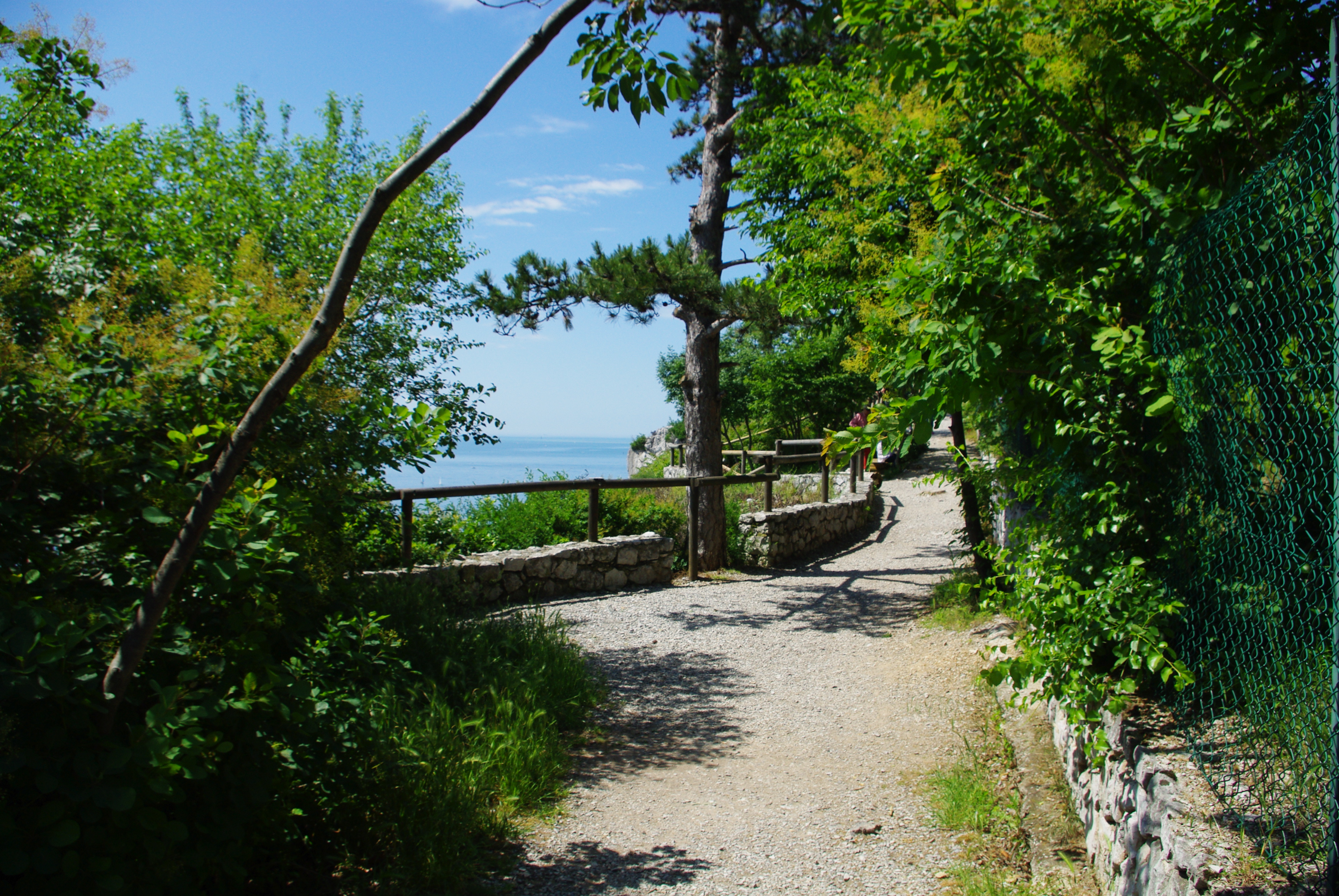
Kiesbett des Rilkewegs

Der Rilkeweg (Sentiero Rilke) ist ein etwa 2 Kilometer langer Wanderweg zwischen Duino und Sistiana in Italien, der nach Rainer Maria Rilke benannt ist.
Der Lyriker Rainer Maria Rilke (1875–1926) schrieb während seiner Aufenthalte auf Schloss Duino zwischen 1912 und 1922 die insgesamt zehn Duineser Elegien, die Duino und seine Kliffe weltweit bekannt machten.
Das sich heute noch im Besitz der Familie Thurn und Taxis befindende Schloss war zu Beginn des 20. Jahrhunderts Ort eines literarischen Salons, an dem neben Rainer Maria Rilke unter anderen auch Franz Liszt, Richard Strauss, Paul Valéry, Victor Hugo, Gabriele D’Annunzio, Mark Twain und Eleonora Duse sowie Mitglieder der kaiserlichen Familie wie Erzherzog Franz Ferdinand, Kaiserin Elisabeth und Kaiser Franz Joseph I. teilnahmen. Der Rilkeweg trug wegen Rilkes ausgedehnter Spaziergänge entlang der Steilküste nach Sistiana bereits früh diesen Namen.
1987 wurde dieser Weg im Auftrag der Provinz Triest und der Gemeinde Duino-Aurisina befestigt, gesichert und ausgebaut. Er wurde über eine Länge von knapp zwei Kilometer mit Kies bedeckt, mit Hinweisschildern ausgestattet sowie an den gefährlichsten Stellen und einigen spektakulären Aussichtspunkten auf den Golf von Triest mit Holzzäunen gesichert. Seit 1996 stehen der Wanderweg, der anschließende 107 Hektar große Pinienhain und die Kliffe von Duino unter Naturschutz.
Ab April 2013 war der Rilkeweg nur mehr zum Teil begehbar, da sich ein Teil des Gebiets, auf dem er sich erstreckt, in Privatbesitz befindet. Seit dem 8. November 2015 ist er wieder geöffnet.